# Gare de La Pauline-Hyères
Gare de La Pauline-Hyères – stacja kolejowa w La Garde, w departamencie Var, w regionie Prowansja-Alpy-Lazurowe Wybrzeże, we Francja.
Jest stacją Société nationale des chemins de fer français (SNCF), obsługiwanym przez pociągi TER Provence-Alpes-Côte d’Azur.